# Moosbild

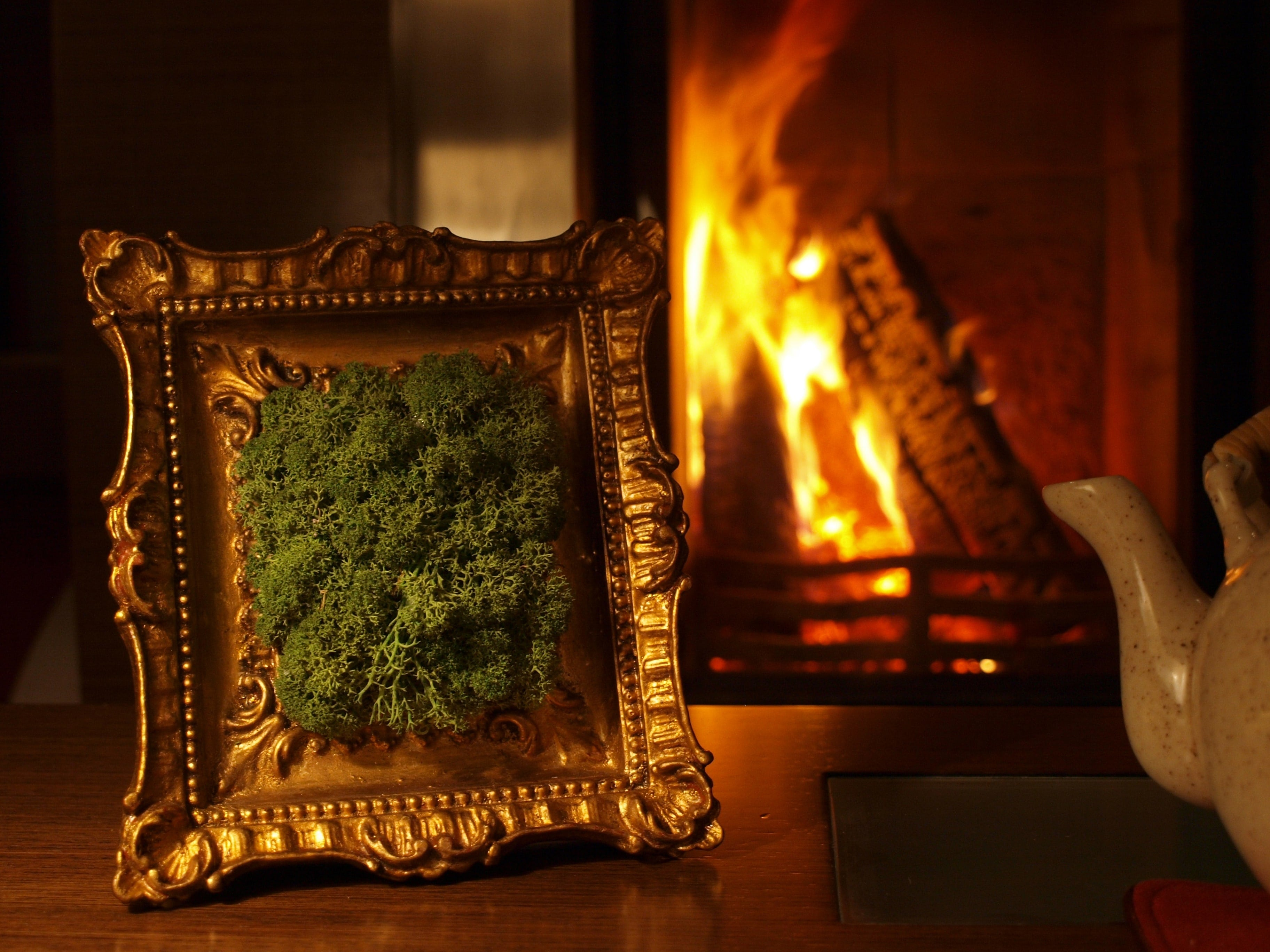
Moosbild

Als Moosbild bezeichnet man ein dekoratives Element, das mit Moos dauerhaft verbundene Hintergründe in Verbindung mit einem Bilderrahmen auszeichnet. Solche Moosbilder können in den verschiedensten Formen vorkommen, die als gemeinsames Element mit verschiedenen Moosen individuell zusammengefügt werden und so ein neues Gesamtbild ergeben. Dabei kann sich das Arrangement nur auf eine Wand beziehen, oder auch abstrakte Formen wie z. B. eine Weltkarte annehmen. Das verwendete Moos wird hierfür auf den Rahmen geklebt und wirkt durch seine dreidimensionale Struktur und Varianz im Farbton.
Häufig werden hierfür Kugelmoose, Islandmoos oder Flachmoose verwendet. Diese können entweder künstlich oder natürlichen Ursprungs sein. Natürlich gewachsene Moose werden für gewöhnlich konserviert, sodass ein Moosbild nicht pflegebedürftig ist.